# Saint-Jean-de-Buèges
Saint-Jean-de-Buèges är en kommun i departementet Hérault i regionen Occitanien i södra Frankrike. Kommunen ligger i kantonen Saint-Martin-de-Londres som tillhör arrondissementet Lodève. År 2022 hade Saint-Jean-de-Buèges 211 invånare.

## Befolkningsutveckling
Antalet invånare i kommunen Saint-Jean-de-Buèges
Referens:INSEE